# Maria Petronella Woesthoven
Maria Petronella Woesthoven, född 25 oktober 1760, död 26 januari 1830, var en holländsk poet och feminist. Hon var berömd i sin samtid och mottog flera priser och utmärkelser. Hon var även känd för sitt politiska engagemang.

## Biografi
Maria Petronella Woesthoven var medlem i akademin ‘Amsteldamse Dicht- en Letteroefenend Genootschap’ (1786), och ‘Kunst Wordt door Arbeid Verkregen’, vilket var ovanligt för kvinnor. Hon deltog i sammanträdena 1790–1794 och var medlem av dess högsta skikt 1793–1794; vilket var den högsta position en icke kunglig kvinna hade nått i Nederländerna vid denna tidpunkt.
Woestoven ansågs för samtiden utgöra ett exempel på att även kvinnor kunde bilda sig en politisk uppfattning. År 1787 vann hon en guldmedalj i poesi med sin dikt Amsteldamse’ där hon hyllade frihet, rikedom, religion, hjältemod och civilisation; och hon vann silver för dikterna ‘Kunstliefde Spaart Geen Vlijt’ (1788) och ‘De invloed van een vast geloof aan de voorzienigheid’ (1789).
Maria Petronella Woesthoven författade kristna psalmer för offentlig gudstjänst (1796) och skrev regelbundet poesi för tidningar. Hon korresponderade med sin bror, Johannes Kinker och Pieter Nieuwland och var vän med Johanna Elisabeth van de Velde-Helmcke. Westhoevens far var militären Johannes Woesthoven. 
År 1785 gifte hon sig med notarien Samuel Elter; paret skilde sig 1803 med Woesthoven som den skyldiga parten efter att maken hävdat att hon haft förhållanden med andra män, men hon fick ändå vårdnaden om sonen, vilket annars inte var vanligt i liknande fall.